# Isaya Klein Ikkink
Isaya Klein Ikkink (né le 13 mai 2003 à Flardingue) est un athlète néerlandais spécialiste du 400 mètres.

## Biographie
Il remporte la médaille de bronze du relais 4 × 400 m lors des championnats d'Europe en salle 2023 aux côtés de Isayah Boers, Ramsey Angela et Liemarvin Bonevacia

## Palmarès
| Date | Compétition                    | Lieu      | Résultat | Épreuve         | Temps                    |
| ---- | ------------------------------ | --------- | -------- | --------------- | ------------------------ |
| 2023 | Championnats d'Europe en salle | Istanbul  | 3e       | 4 × 400 m       | 3 min 6 s 59             |
| 2023 | Championnats du monde          | Budapest  | 6e       | 4 × 400 m       | 3 min 0 s 40             |
| 2024 | Championnats du monde en salle | Glasgow   | 3e       | 4 x 400 m       | Participation aux séries |
| 2024 | Relais mondiaux                | Nassau    | 2e       | 4 × 400 m mixte | 3 min 11 s 45            |
| 2024 | Championnats d'Europe          | Rome      | 3e       | 4 x 400 m mixte | 3 min 10 s 73            |
| 2024 | Jeux olympiques                | Paris     | 1er      | 4 × 400 m mixte | 3 min 7 s 43             |
| 2025 | Championnats d'Europe en salle | Apeldoorn | 1er      | 4 x 400 m       | 3 min 4 s 95             |

## Records
| Épreuve | Épreuve      | Temps   | Lieu      | Date            |
| ------- | ------------ | ------- | --------- | --------------- |
| 400 m   | Plein air    | 45 s 41 | Prague    | 3 juin 2024     |
| 400 m   | Piste courte | 46 s 28 | Apeldoorn | 19 février 2023 |